# 江戸肥前掾
江戸 肥前掾（えど ひぜんじょう、生没年不詳）は、江戸時代前期の浄瑠璃太夫である。幼名は伊之助後に七郎兵衛。肥前節を創始した事で知られている。

## 経歴・人物
杉山丹後掾の長男として生まれる。父から浄瑠璃を学び、1661年（寛文元年）に「天下一江戸肥前掾」を受領される。同時に藤原清政の通称をもらう。
父の作風から発展した作品をからくり人形を取り入れ、軟派的な語り口で演じた浄瑠璃を生み出した。この作風は後に「肥前節」と呼ばれ、一躍有名となった。後に江戸でこの作風を取り入れた作品を上映した劇場を開園し、庶民たちを楽しませた。しかし、1682年（天和2年）に薩摩座のものとなり、閉館した。弟に江戸左近太夫がいた。

## 主な弟子
- 初代江戸半太夫 - 河東節が生み出すきっかけとなった半太夫節を創始した太夫。